# Dammtjärnen (Kalls socken, Jämtland)
Dammtjärnen är en sjö i Åre kommun i Jämtland och ingår i Indalsälvens huvudavrinningsområde. Dammtjärnen ligger i Skäckerfjällen Natura 2000-område. Sjöns area är 0,037 kvadratkilometer och den är belägen 550 meter över havet.